# Josef Wolfsteiner

Josef Wolfsteiner

Josef Wolfsteiner (* 28. März 1911 in Hüttlingen; † 13. August 1978) war ein deutscher Holzbildhauer.

## Leben
Josef Wolfsteiner lernte von 1925 bis 1929, er erhielt anschließend seinen Gesellenbrief. Am 30. Juni 1937 absolvierte er seine Meisterprüfung. Ab 1937 bis zu seinem Tod im Jahr 1978 arbeitete er als Bildhauer und Figurist.

## Werkverzeichnis (Auswahl)
- 1937: Altarfiguren Stadtpfarrkirche St. Dionysius in Neckarsulm
- 1952: Restaurierung des Marienaltars in Creglingen
- 1963–1968: Wiederherstellung des Kiliansaltars in der Kilianskirche (Heilbronn)
- Wallfahrtskirche Steinhausen: Barockmadonna
- Kloster Schussenried: Sanctusleuchter

| Personendaten    | Personendaten           |
| ---------------- | ----------------------- |
| NAME             | Wolfsteiner, Josef      |
| KURZBESCHREIBUNG | deutscher Holzbildhauer |
| GEBURTSDATUM     | 28. März 1911           |
| GEBURTSORT       | Hüttlingen              |
| STERBEDATUM      | 13. August 1978         |